# Poirieria
Poirieria is een geslacht van weekdieren uit de klasse van de Gastropoda (slakken).

## Soorten
- Poirieria delli Maxwell, 1971 †
- Poirieria denticulifera Maxwell, 1971 †
- Poirieria kopua Dell, 1956
- Poirieria parva Maxwell, 1971 †
- Poirieria primigena Finlay, 1930 †
- Poirieria syrinx B. A. Marshall & Houart, 1995
- Poirieria zelandica (Quoy & Gaimard, 1833)